# Sindacato Italiano Veterinari di Medicina Pubblica
Il S.I.Ve.M.P. è il Sindacato Italiano Veterinari di Medicina Pubblica.
Nasce nel 1962 a Chianciano, con la denominazione di Sindacato Nazionale Veterinari Dipendenti ed ex Dipendenti degli Enti Locali (SNVDEL). Nel 1980 assume la denominazione di SIVeMP.
Il SIVeMP (Sindacato Italiano Veterinari Medicina Pubblica) propone per i propri iscritti:
- la tutela sindacale sul piano morale, formativo, professionale, giuridico ed economico;
- la promozione e l'aggiornamento scientifico, tecnico, organizzativo e gestionale;
- la consulenza in materia di tutela assistenziale, previdenziale e pensionistica integrativa [1].

## Storia
Con l'istituzione degli Uffici dei Veterinari provinciali e comunali ad opera della Legge n. 5849 del 22 dicembre 1888 (Legge Crispi-Pagliani) sulla tutela dell'Igiene e della Sanità pubblica viene a strutturarsi la Sanità Pubblica Veterinaria; conseguentemente i veterinari pubblici dipendenti incominciano ad organizzarsi in associazioni al fine di tutelare i loro interessi morali ed economici. Nel 1912 a Parma durante un affollato Congresso nasce l'Associazione Nazionale Veterinari Italiani veterinari, la più grande del primo Novecento.
L'associazione fu sciolta con l'avvento del Fascismo, sostituita da un sindacato fascista poi confluito nella Corporazione Sanitaria che evolse prima nella Federazione dei Sindacati Intellettuali e poi nella Confederazione Fascista dei Professionisti e degli Artisti.
Nel dopoguerra l'associazionismo veterinario si riorganizzò e con il Congresso di Firenze del novembre 1946 e rinacque l'Associazione Nazionale Veterinari Italiani con Presidente Paolo Girotti che però si sciolse nel 1961 per l'esigenza di dare maggior spazio alla lotta sindacale di categoria.
Dalle ceneri dell'A.N.V.I. nacquero diverse associazioni di veterinari dipendenti pubblici tutte con lo scopo di tutelare la categoria sotto il profilo sindacale.
La prima e più importante associazione sindacale fu il Sindacato Nazionale Veterinari Dipendenti ed ex Dipendenti degli Enti Locali (SNVDEL), che raccoglieva i veterinari condotti.
Nel 1961 con il Congresso straordinario di Montecatini venne approvato lo Statuto e istituito un Comitato promotore della nuova organizzazione (presidente Saverio Attinà), il cui scopo era la tutela degli interessi morali ed economici dei veterinari dipendenti dei comuni.
Il I Congresso Nazionale fu organizzato nel 1962 a Chianciano e sancì la nascita ufficiale del Sindacato Nazionale Veterinari Dipendenti ed ex Dipendenti degli Enti Locali (SNVDEL) nel 1962 eleggendo primo Segretario Nazionale Elio Gallina.
I primi trent'anni di vita del sindacato furono anni di conquiste sindacali per la categoria che aumentò il suo prestigio guadagnandosi un ruolo paritario con i medici che si concretizzò nella costituzione della Confederazione dei Sindacati dei Medici Dipendenti, la COSMED che però dopo qualche anno perse il suo ruolo unitario, poi rilanciato nel 1998 dal SIVeMP unitamente ad ANAAO ASSOMED .

### Anni '80 e '90
Con la riforma sanitaria (Legge n. 833/1978) veniva ridisegnata l'organizzazione della Sanità Pubblica. Cambiava radicalmente anche l'assetto del personale sanitario pubblico, compreso quello veterinario. Per sancire il cambiamento, che comportò anche un nuovo impegno sindacale nel rilanciare la veterinaria pubblica, la denominazione del sindacato fu mutata nella nuova sigla SIVeMP “Sindacato Italiano Veterinari di Medicina Pubblica”.
Con la riforma della sanità pubblica ai veterinari delle USL venivano ad aggiungersi nuove figure veterinarie pubbliche: i dipendenti delle Regioni e Istituti Zooprofilattici e i veterinari di Stato, dipendenti dell'allora Ministero della Sanità, tutti rappresentati dal SIVeMP.
La maggiore conquista sindacale di quegli anni fu senz'altro il riconoscimento sul piano politico e normativo della parità del medico e del veterinario sancito con il D.P.R. 5 marzo 1986, n. 68 nella individuazione dell'area negoziale per la professionalità medica, che comprendeva medici chirurghi e veterinari del Servizio sanitario Nazionale .
Il S.I.Ve.M.P. è impegnato anche sotto il profilo della formazione con la società scientifica S.I.Me.Ve.P. - Società Italiana di Medicina Veterinaria Preventiva.

## Le federazioni sindacali
Con la CIVEMP (Confederazione Italiana dei Veterinari e dei Medici Pubblici), costituita dal SIVeMP e dal SIMeT il “Sindacato dei Medici del Territorio” viene garantita la rappresentatività ai fini contrattuali.
Il 27 marzo 2008 a Tivoli viene fondata la Federazione Veterinari e Medici (FVM), organismo sindacale che aggrega il SIVeMP con lo SMI “Sindacato Medici Italiani”. Parallelamente il SIMeT si federa con SNR ed AIPAC in FASSID.
La FVM è l'organizzazione sindacale che ha la rappresentanza nella contrattazione a tutti i livelli.
La COSMeD (Confederazione Sindacale Medici e Dirigenti) è rifondata in base alle nuove norme sulle rappresentatività nel 2012 da SIVeMP, insieme ad ANAAO ASSOMED. 
Alle sigle già aderenti (ANAAO ASSOMED – FVM – ANMI ASSOMED SIVEMP - FPM e SIDIRSS e la Società Scientifica degli Ingegneri clinici), nel 2014 si sono aggiunte: FEDIR SANITA' e poi l'AAROI-EMAC (Anestesisti e rianimatori-Emergenza area critica) e la DIRER (Federazione nazionale dei dirigenti e dei quadri direttivi delle Regioni).

## Rapporti internazionali
Il S.I.Ve.M.P. è delegato presso la Federation of Veterinarians of Eutope (FVE) nelle sezioni: European Association of State Veterinary Officers (EASVO) e Union of European Veterinary Hygienists (UEVH) .

## Segretari nazionali
- 1961-1962 Saverio Attinà, presidente comitato promotore
- 1962-1989 Elio Gallina
- 1989-1994 Ovidio Picciotti
- 1994-1995 Silvano Severini
- 1995 ad oggi  Aldo Grasselli